# Bulbophyllum striatellum
Bulbophyllum striatellum är en orkidéart som beskrevs av Henry Nicholas Ridley. Bulbophyllum striatellum ingår i släktet Bulbophyllum och familjen orkidéer. Inga underarter finns listade i Catalogue of Life.